# عدد حقيقي فائق

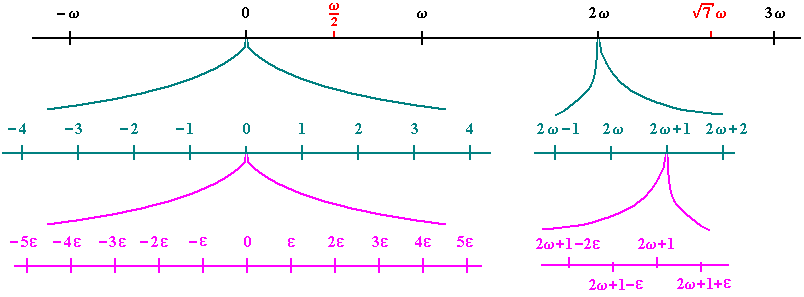

في الرياضيات، وبالتحديد في التحليل غير القياسي، الأعداد فوق الحقيقية (بالإنجليزية: hyperreal numbers)‏ أو الأعداد غير المعيارية (بالإنجليزية: nonstandard numbers)‏ (تمثل عادة ب *R) هي حقل مرتب يعتبر امتدادًا لحقل الأعداد الحقيقية المرتب R يحقق مبدأ النقل transfer principle
هذا المبدأ يتيح إعادة تفسير مقولات الدرجة الأولى حول R على أنها صحيحة أيضا في *R .